# Cofradía de Nuestra Señora de la Piedad (Valladolid)
La Muy Ilustre Cofradía Penitencial de Nuestra Señora de la Piedad es una de las 20 cofradías que existen, en la actualidad, en la Semana Santa en Semana Santa de Valladolid. Su fecha de fundación data en torno a 1504, pero su primera regla no fue aprobada hasta 1578. Es una de las cinco penitenciales históricas.

## Historia

### Fundación
La antigua Cofradía de la Piedad se fundó en la época de la reina Juana I de Castilla en torno al año 1504, siendo conocida como la de los Xinobeses (Genoveses), por tener entre sus cofrades banqueros y asentistas de dicha región italiana. Tuvo actividad durante todo el siglo XVI, y así lo atestigua un pleito con la Cofradía de la Vera Cruz el 7 de septiembre de 1549, originado por la hora de salida de la procesión de Jueves Santo, lo que motivó su traslado  a la tarde-noche del Sábado Santo. La cofradía entró en decadencia con la marcha de la corte a Madrid en el año 1561 hasta su desaparición(ver Capitalidad de Madrid).

### Primera Regla
El día de Santa María Reina de 1578 (22 de agosto) se aprueba la primera Regla de la nueva cofradía en el Convento de la Mercedes, haciendo hermanos cofrades a los frailes mercedarios. Así lo relata Juan Agapito y Revilla en su libro Las cofradías, las procesiones y los pasos de Semana Santa en Valladolid:

y espeçialmente auia sido myrada y frenquentada y nombrada en el tiempo que en esta Villa auia estado la corte, en el qual tiempo la cofradía... se llamaba, por otro nombre, de los Xinobeses, en cuyo lugar y nombre se suscitó y bolbió a renouar con nombre de nuestra señora de la Piedad la cofradía.

En este periodo ocupó la misma capilla que en la etapa de los Genoveses, la llamada de Santa Ana o de los Esclavos, donde se enterraba a los hermanos difuntos. También utilizaba la Sala de Profundis para hacer sus Capítulos y Cabildos y dejar sus insignias. 

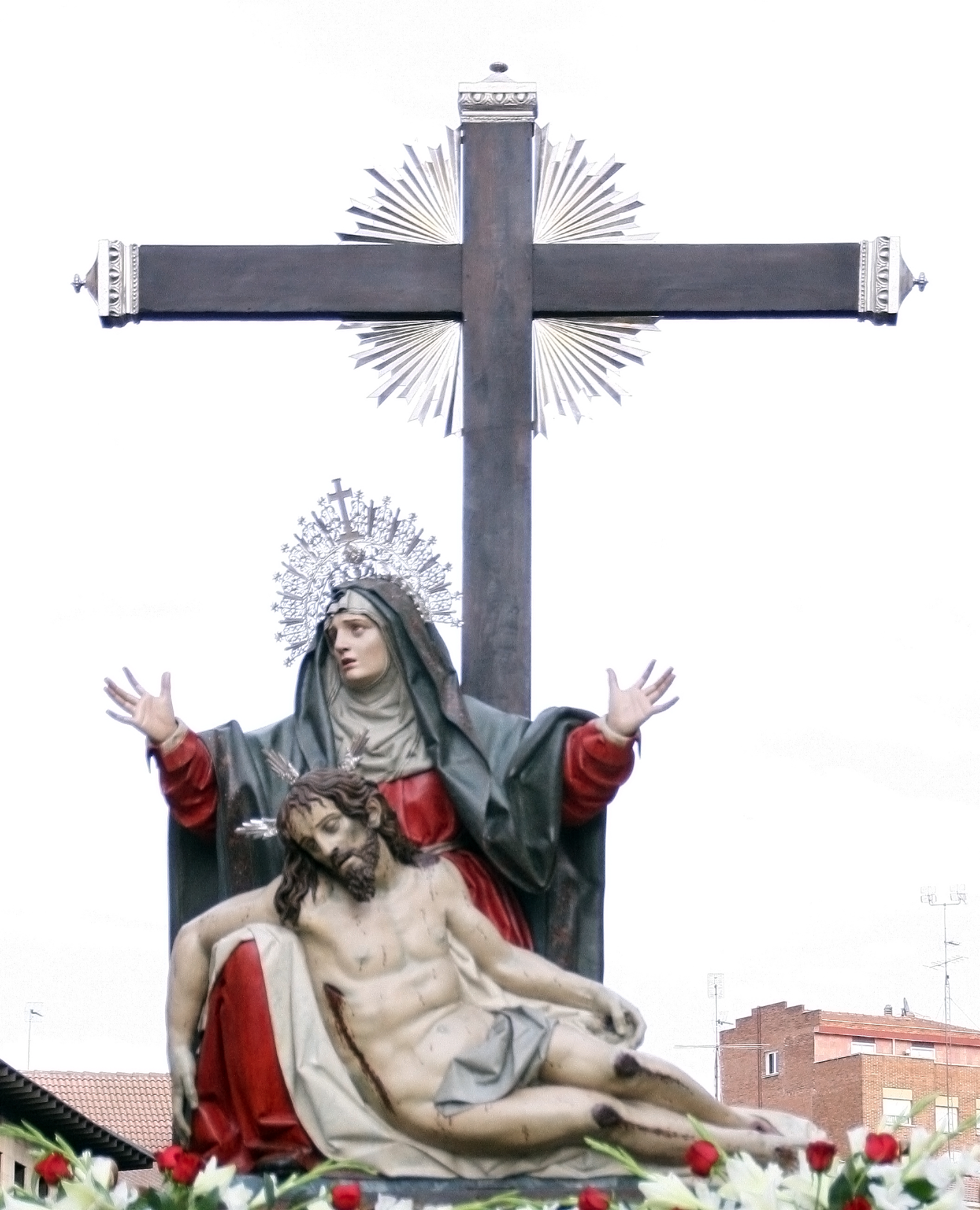
La Quinta Angustia (Gregorio Fernández, 1627), imagen titular de la cofradía.

Hay constancia de que el 22 de septiembre de 1585 sostuvo un pleito con la Cofradía de la Peña de Francia (conocida también como de la Santísima Resurrección y de Nuestra Señora de la Alegría y de los Remedios o de los hombres del trabajo). Es aproximadamente hasta ese año cuando mantuvo su procesión en Sábado Santo, trasladándose al viernes, lo que motivó una serie de rivalidades con la Cofradía de las Angustias. Entre 1592 y 1598 procesionaron juntas, pero no solucionando sus problemas, el Obispo Francisco Sobrino decidió unirlas el 24 de septiembre de 1617, pasando a llamarse Cofradía de Nuestra Señora de la Soledad, Piedad y sus Angustias.
La unión duraría poco, pues en 1622, Diego de Medina, escribano de la Piedad, presentó ejecutoria para deshacer la unión, certificándose el 9 de abril de 1630. La cofradía construirá un templo propio en la calle Pedro Barrueco (hoy calle Fray Luis de León) y vivirá su época de máximo esplendor. A los pasos que ya tenía (Cristo de la Humildad, El Longinos, Virgen de la Soledad y Nuestra Señora de la Piedad) se añade el de El Entierro de Cristo en 1642, del taller de Gregorio Fernández. El Cristo de la Humildad sería reemplazado por una nueva imagen debida a José de Rozas en 1691, conocida como Cristo del Gallo.

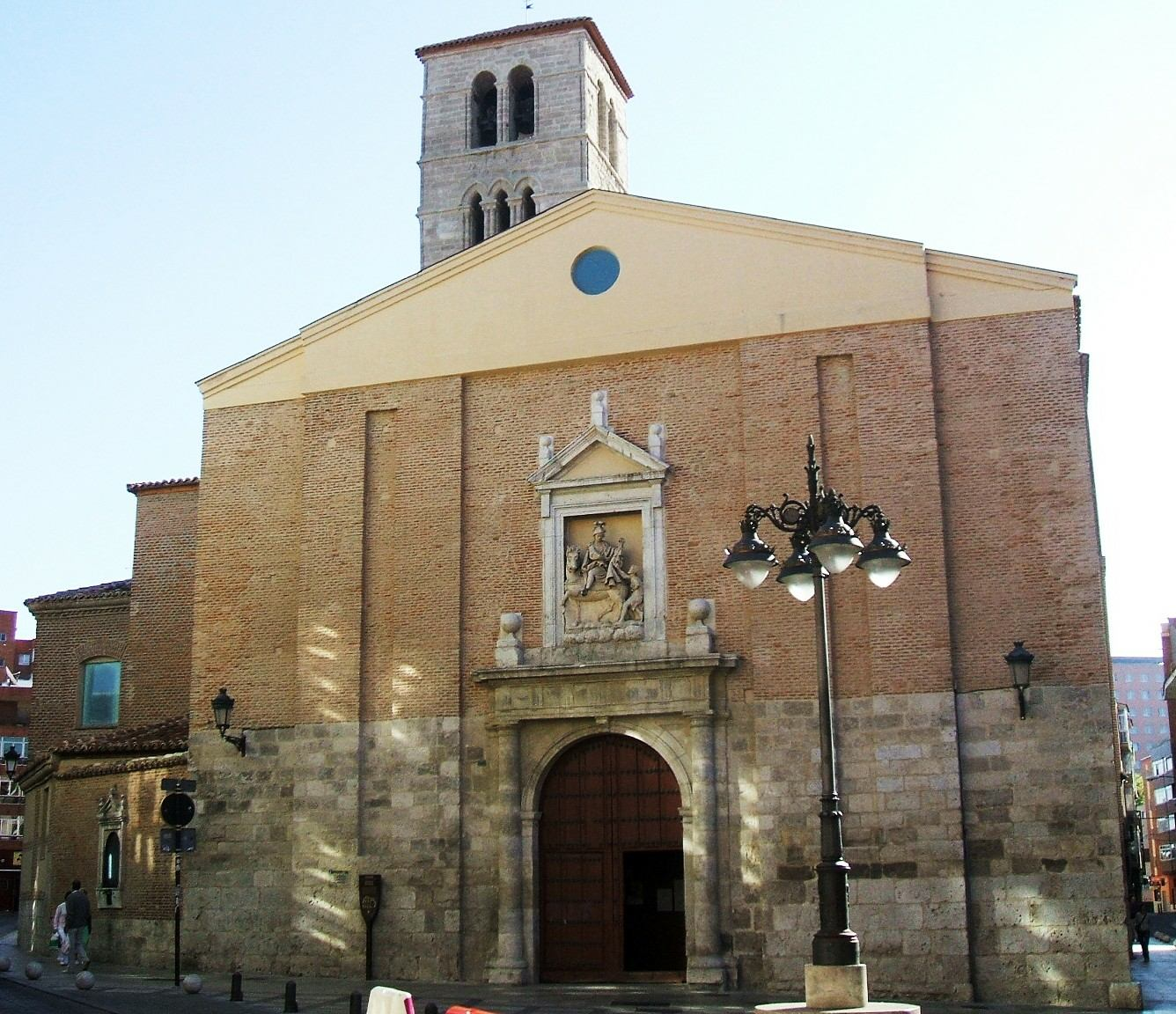
Iglesia de San Martín.

### SigloXVIII
En el siglo XVIII se suceden acontecimientos como la colocación de Nuestra Señora de la Piedad en un nuevo trono el 31 de agosto de 1727, o el 12 de septiembre de 1734, cuando el templo pasó de considerarse ermita a iglesia, llevando al Santísimo Sacramento al Sagrario.
El 15 de agosto de 1750, según el historiador Manuel Canesi Acevedo, la cofradía celebró magníficas fiestas con motivo de la colocación de su patrona, Nuestra Señora de la Asunción, en su nuevo retablo. Desde Roma recibieron varios privilegios papales: 

la Iglesia de la Piedad se halla regalada con repetidas gracias que la Silla Apostólica le ha concedido para beneficio de las almas de sus cofrades…

En 1789 la iglesia se declara en ruina y se derriba, trasladándose la cofradía a la del Salvador, donde permanecerá sólo un año para pasar al desaparecido templo de San Antón, en la calle de Simón Aranda.

### SigloXIX
Un documento del Archivo Municipal datado hacia 1800 relata cómo se celebraban las procesiones de Semana Santa. Refiriéndose a la de la Piedad, indica que salía a las cuatro de la tarde de Viernes Santo de la iglesia de San Antón por la calle del mismo nombre, Clérigos Menores, Del Obispo, Orates, Guarnicioneros, Ochavo, Platerías, Cantarranas, Cañuelo, Portugalete, Antigua, Plazuela de Santa María, dentro de la Catedral, Orates y Del Obispo, volviendo a su iglesia. Llevaba los siguientes pasos: El Arca de Noé (se tienen muy pocas noticias de este paso), Santo Cristo de la Humildad, La Lanzada, La Cruz Desnuda, El Santo Sepulcro y la Virgen de La Soledad; en alguna ocasión también procesionaba la Virgen de la Piedad. La parroquia de San Esteban cerraba la procesión por estar la cofradía en su circunscripción.

### SigloXX: reorganización de la Semana Santa
Sabemos por Juan Agapito y Revilla que en 1912 la Cofradía mantenía su procesión el Viernes Santo. Con la reorganización de la Procesión General de Viernes Santo el 2 de marzo de 1924 por el Arzobispo Remigio Gandásegui todo cambiará. Ese año desfilará con el conjunto histórico de La Sexta Angustia depositado en el Museo Nacional de Escultura, acompañado por la Casa Social Católica. El paso, por su mal estado, hubo de ser sustituido por La Quinta Angustia, muy similar al anterior y debido también a Gregorio Fernández (1625-1627), actualmente en la iglesia de San Martín, donde traslada su sede el 17 de julio de 1937 (la Piedad del Museo Nacional de Escultura se encuentra perfectamente restaurada en la actualidad y algunas de las imágenes de esta escena posesionan con la Cofradía de las Angustias).
En los años veinte comenzó a organizar, en la tarde de Jueves Santo, la procesión de Penitencia y Caridad con las Cofradías de la Pasión y de la Preciosísima Sangre, conocida popularmente como la procesión de la carcel. El desfile se dirigía a la Prisión Provincial, donde la cofradía tenía el privilegio de indultar a un preso, que se incorporaba a la procesión y empujaba el paso de La Quinta Angustia hasta su sede, donde se le proporcionaba ropa y se le sufragaba los gastos de regreso a su casa. Con el traslado de la prisión a la localidad de Villanubla en 1985, el acto pasó a realizarse en la fachada principal del Palacio de la Audiencia, situado a escasos metros de la iglesia de San Martín, junto con una visita a los hospitales de la ciudad. En 1993, la Cofradía de la Pasión dejó de participar, al colocar en un horario similar su procesión titular. En 2022 hizo lo mismo la Cofradía de la Preciosísima Sangre, por lo que actualmente este desfile es exclusivo de la Cofradía de la Piedad.
En cuanto a su procesión de regla, no la recuperó hasta 1967, en la noche del Jueves Santo, trasladándose después a la medianoche del miércoles.

### Actualidad
El 19 de agosto de 2011, junto a Cofradías y Hermandades representantes de las principales Semanas Santas de España, la cofradía con su paso titular cubrieron la XIII estación del Vía Crucis que, con motivo de la
Jornada Mundial de la Juventud 2011, presidió el Papa Benedicto XVI en Madrid, quien a su paso por delante de la imagen procedió a impartir su bendición Apostólica. La imagen fue trasladada entre fuertes medidas de seguridad y fue custodiada en el Ayuntamiento de Madrid. Tras el rezo del Vía Crucis, participó en la procesión posterior.

### Recuperación del patrimonio procesional histórico
En los últimos treinta años, la cofradía ha intentado recuperar su patrimonio procesional. Así, en 1995 y con la colaboración del que fuera director del Museo Nacional de Escultura, Luis Luna Moreno, recuperó parcialmente de entre sus fondos el paso de El Entierro de Cristo. En 2014 recuperó y restauró el Cristo del Gallo, celebrando un triduo en su honor y saliendo de nuevo a la calle en 2015 en la Procesión de Regla de la Cofradía. En la actualidad, se encuentra en una de las capillas de la iglesia de San Martín.

### Obras benéficas

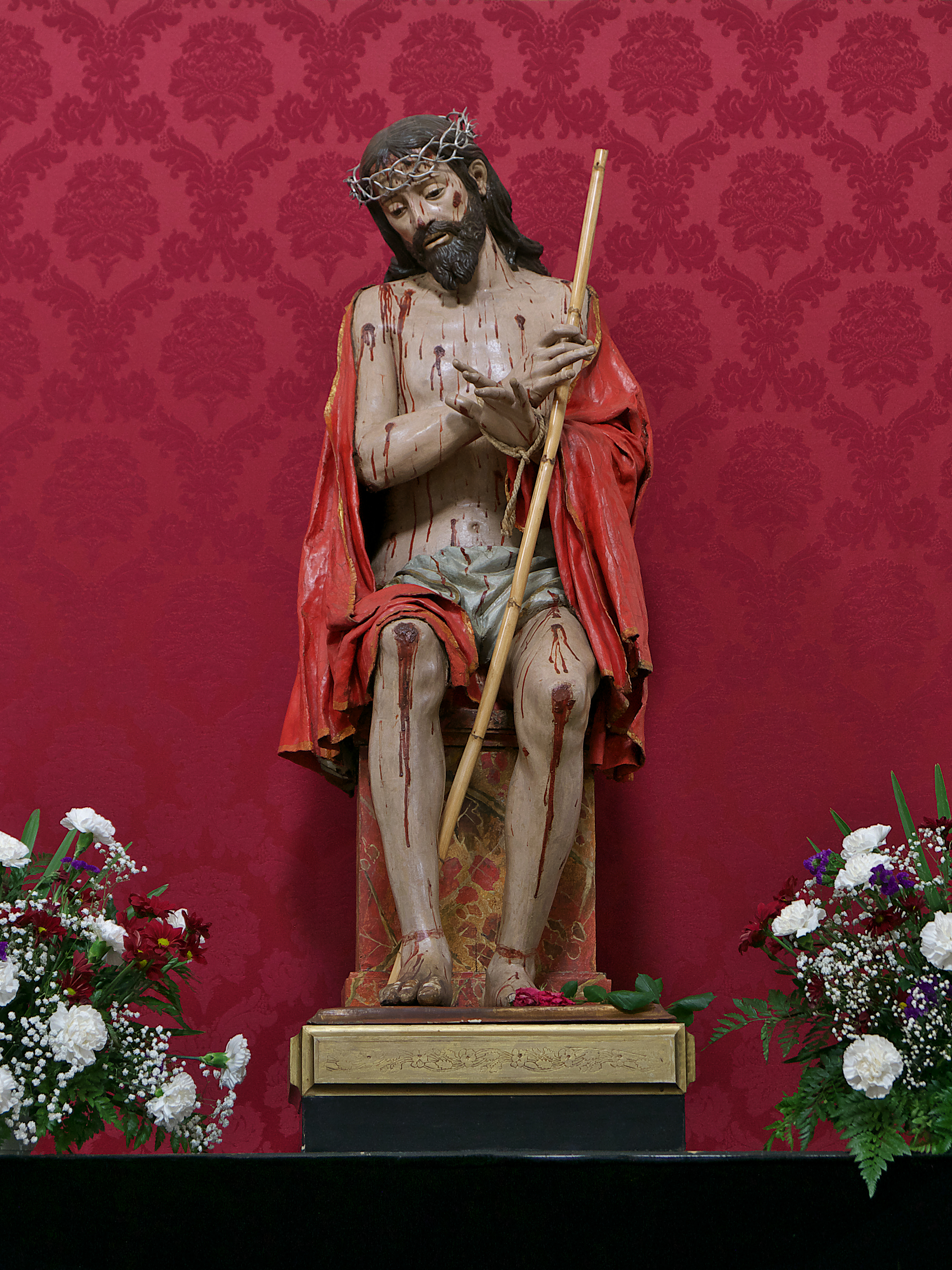
Cristo de la Humildad

Sus obras de carácter benéfico y social fueron muy significativas, destacándose el sostenimiento durante los siglos XVII y XVIII del Hospital de Convalecientes, situado en la calle de la Parra, hoy Duque de Lerma, así como la ayuda y la cura de enfermos de cáncer, de tiña y enfermedades de la piel durante el siglo XIX en el Hospital de San Antón, además de asistir a encarcelados, y liberarles de penas menores, ya en el siglo XX, lo que continúa en la actualidad.
Continuando con su espíritu caritativo, realiza diferentes eventos durante el año en los que recoge bienes de primera necesidad y colabora con asociaciones sin ánimo de lucro para tales fines.

## Imágenes

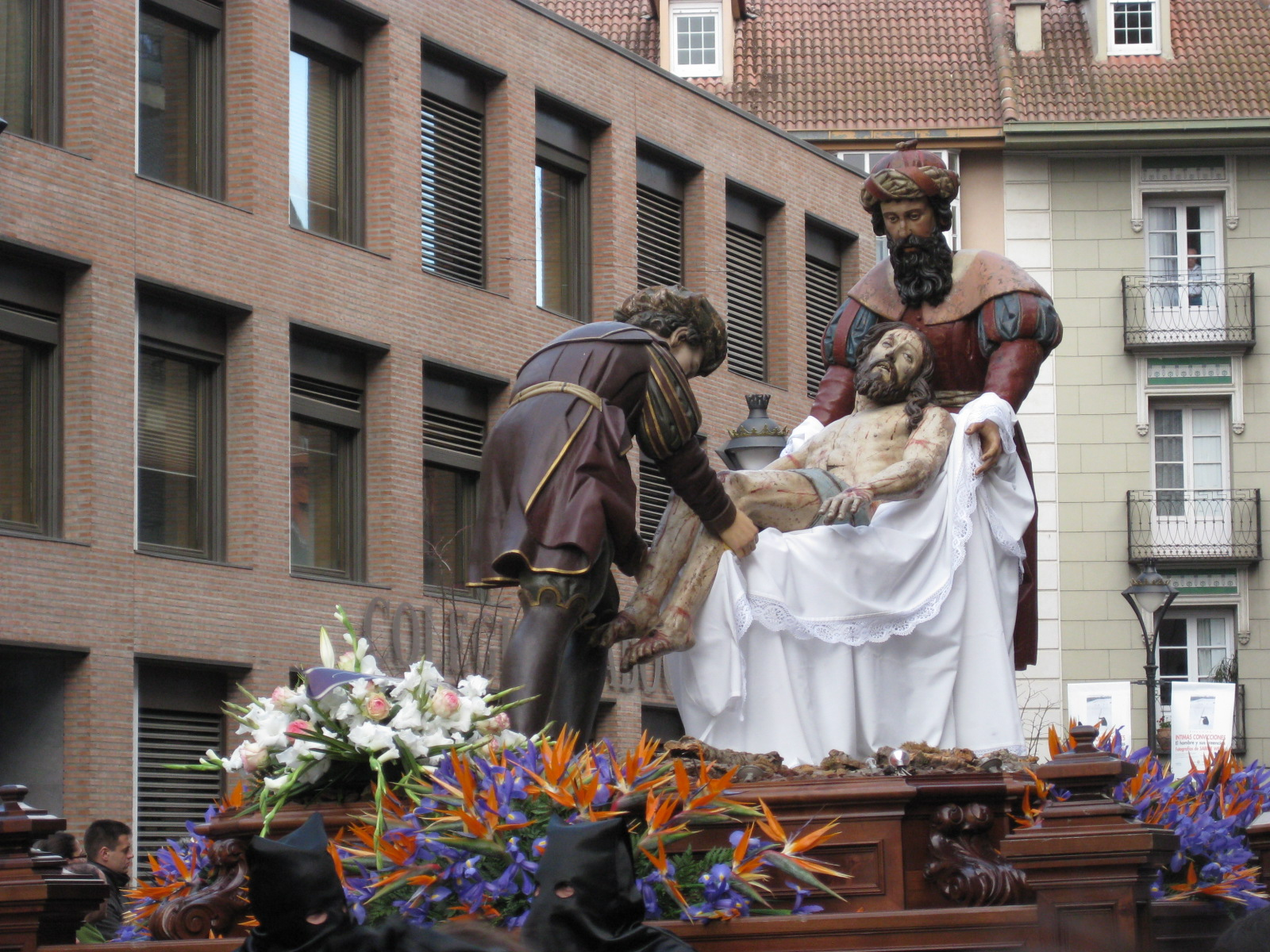
Cristo de la Cruz a María (Antonio de Ribera y Francisco Fermín, h. 1642; cuerpo de José de Arimatea, de José Antonio Saavedra, 1995).

#### Cristo de la Humildad o del Gallo
Es obra de Alonso de Rozas (1691). Representa a Cristo sentado, coronado de espinas y con un manto rojo y una caña. Muestra clara influencia del tallado por Gregorio Fernández en 1620 para la Cofradía de la Vera Cruz. Su sobrenombre del gallo procede de una figura que, de este animal, tenía a sus pies.
La imagen estuvo en la iglesia de San Antón hasta el derribo del templo en 1939, en que pasó a la Basílica Nacional de la Gran Promesa. Con la remodelación de la Semana Santa en el siglo XX, fue procesionada en los años cuarenta por la Hermandad del Santo Cristo de los Artilleros, hasta que el mal estado de la imagen lo desaconsejó. En 2014 fue restaurada completamente y al año siguiente volvió a salir a la calle con su Cofradía de origen. Desde entonces se encuentra en una de las capillas de la iglesia de San Martín.

#### Cristo de la Cruz a María
Con esta denominación procesiona actualmente el antiguo paso de El Entierro de Cristo, que fuera de la Semana Santa se encuentra expuesto en el Museo Nacional de Escultura. Fue encargado por la cofradía a Gregorio Fernández y Andrés de Solanes en 1630, quienes llegaron a hacer un modelo en cera, pero la necesaria búsqueda de fondos de la cofradía, encargos previos del primero y su fallecimiento en 1636 postergaron la hechura, que acometieron sus discípulos Antonio de Ribera y Francisco Fermín, estrenándose en 1642.
Originalmente contaba con las imágenes de Cristo muerto, Nicodemo, José de Arimatea, la Virgen, San Juan y María Magdalena. En la actualidad sólo procesionan las tres primeras, en una reconstrucción propuesta en 1995 por el en aquél momento director del Museo Nacional de Escultura Luis Luna Moreno, quien ya había hecho una reconstrucción en 1986 para la exposición Gregorio Fernández y la Semana Santa de Valladolid. Las restantes imágenes se encuentran en los depósitos del Museo a la espera de su restauración. El cuerpo de José de Arimatea no ha llegado hasta nosotros, por lo que fue tallado por José Antonio Saavedra, quien mantuvo el estilo barroco, armonizando perfectamente en el conjunto.
El paso desfila en una carroza de madera de raulí realizada por Francisco Fernández León. Es acompañado por la banda de gaitas de la cofradía.

#### La Quinta Angustia
Es obra de Gregorio Fernández (1625-1627). Pensada no para procesionar, sino como altorrelieve para el altar de un retablo costeado por Francisco de Cardenas, para la capilla de la Soledad, de su propiedad en el Convento de San Francisco, donde parece ser que estuvo hasta su derribo. Tras un tiempo perdida, Juan Agapito y Revilla la descubrió en la parroquia de San Martín. Empezó a procesionar en 1927, cuando el Estado se negó a ceder La Sexta Angustia, del mismo escultor, depositada en el Museo Nacional de Escultura, por razones de conservación. Durante el año puede venerarse en su camarín. El paso es acompañado por la banda de tambores y cornetas.
De su patrimonio histórico, algunos autores apuntan que se conserva la talla de Nuestra Señora de los Dolores, que identifican con la imagen del mismo nombre que alumbra actualmente la Cofradía de la Exaltación de la Santa Cruz y Nuestra Señora de los Dolores. También se conservan en el Museo Nacional de Escultura algunas de las tallas del paso de La Lanzada o El Longinos, en concreto Longinos, San Juan y la Virgen.

## Salidas procesionales

#### Procesión de la Piedad
La procesión de Regla de la Cofradía tiene lugar en la medianoche del Miércoles Santo. Desde su recuperación en 1967, tenía por destino la plaza de las Batallas, donde se celebraba un acto. Hasta 2015, procesionaba sólo La Quinta Angustia, incorporándose a partir de aquél año los otros dos pasos. En el contexto de la reforma procesional propuesta por el Obispo Auxiliar de Valladolid Luis Argüello, en 2022 se acordó trasladar el acto a la céntrica plaza del Salvador y que la Virgen volviera a salir sola. El multitudinario desfile se abre con un escuadrón a caballo, escuadra y alumnos de la Academia de Ávila del Cuerpo Nacional de Policía.

#### Procesión de Penitencia y Caridad
A las 19 horas del Jueves Santo, la cofradía se dirige con sus tres pasos al Palacio de la Audiencia Provincial, en cuya fachada se produce el indulto de un preso. Cuatro hermanos de la Cofradía acceden al interior del edificio con un hábito para el indultado, que sale a la calle como un cofrade más, manteniendo así el anonimato. El indultado ha de empujar el paso de La Quinta Angustia en la procesión. El desfile cuenta con la presencia de autoridades locales del mundo jurídico y se completa con la realización de dos actos de oración, el primero de ellos frente a la residencia de ancianos de la calle Chancillería, y el segundo frente al Hospital Clínico Universitario.
Realizada desde los años veinte con la imagen de La Quinta Angustia, en 1995 se incorporó el paso de Cristo de la Cruz a María y, en 2022, el Cristo de la Humildad'.

#### Procesión General de la Sagrada Pasión del Redentor
El Viernes Santo a las 19:30, la cofradía alumbra La Quinta Angustia y Cristo de la Cruz a María.
El acompañamiento musical de esta cofradía consiste en una banda de cornetas y tambores y una banda de gaitas. Ambas agrupaciones están formadas por hermanos de la Cofradía.

## Sede
La sede de la cofradía es, desde 1937, la iglesia parroquial de San Martín. En el año 2001, debido a una importante restauración en las cubiertas y bóvedas, la Cofradía con la imagen titular se trasladó al cercano convento de las Descalzas Reales. Acabada la reforma en 2007, la Cofradía siguió en el Convento, lo que originó una situación de hecho contraria a sus estatutos que motivó un largo procedimiento que culminó con resolución del Vaticano en 2010 ordenando el regreso de la Cofradía y la imagen a la iglesia de San Martín. La ejecución de la misma quedó en manos del Arzobispo de Valladolid, en ese momento Braulio Rodríguez, pero su nombramiento como Arzobispo Primado de Toledo y el hecho de quedar la Diócesis sin arzobispo durante casi un año hizo demorar la situación. Con la llegada de Ricardo Blázquez en 2011, La Quinta Angustia fue  enviada a la exposición de Las Edades del Hombre, dándose ejecución a la resolución a su regreso en el mes de diciembre, realizándose una procesión extraordinaria.